# Distrito de Remedios
El distrito de Remedios es una de las divisiones que conforma la provincia de Chiriquí, situado en la República de Panamá.

## Historia
El Real de Concepción fue despoblado en 1589, al suspenderse la explotación de las minas, y en consecuencia, también Santa Fe, se despobló. Se inició así una migración hacia las sabanas para fundar sucesivamente Remedios (1589), Montijo (1590) y Alanje (1591). Remedios es, por lo tanto, es el pueblo más antiguo de las poblaciones chiricanas.
El poblado de Nuestra Señora de los Remedios fue fundado por el capitán español Martín Gutiérrez, subordinado a la autoridad del gobernador de Veragua, Pedro Roque Riquelme. 
Desde el principio, Los Remedios fue  una ciudad de españoles que ostentaría la Gobernación de Veragua, pasando en el año 1602 a ser la capital con la regencia del gobernador Juan López de Sequeira, convirtiéndose en el eje central de la colonización para la región. Desde sus inicios, esta ciudad fue una parroquia con entidades civiles y religiosas que ejercían jurisdicción eclesiástica y administrativa sobre el espacio en torno a ella y sobre las poblaciones circundantes, fue la Provincia Occidental de Castilla del Oro (Reino de Tierra Firme).
A lo largo del siglo XVII, la población indígena continuó siendo víctima de las constantes invasiones a sus territorios de refugio por los colonos de Alanje, Montijo y Remedios, para repartírselos en encomiendas como lo describen dramáticamente los religiosos de la época. Pero también los indígenas se defendían y en 1616 asaltaron Alanje, matando a 60 vecinos. Los indígenas de la isla de Cébaco atacaban la recién fundada ciudad de La Filipina, que incendiaron repetidas veces matando a varios de sus vecinos. Los habitantes de la población La Filipina la abandonaron para integrarse a las poblaciones de Montijo y Remedios.
En 1620, un incendio asoló a la población el poblado de Nuestra Señora de los Remedios, por lo cual debió ser trasladada entre 1620-1622 por orden del Gobernador de Veragua, don Lorenzo del Salto, al asentamiento inicial a la zona que hoy día ocupa desde hace 300 años, en las cercanías del río San Félix.  
Para 1622, había 60 vecinos españoles en este nuevo asentamiento, que se conoció como Pueblo Nuevo de Remedios y contaba con 80 casas de españoles e indígenas. Estas casas principalmente ranchos, a excepción de 4 de familias, 1 casa del cura y la iglesia. Con una población de quinientas personas de gran pobreza extrema, especialmente los zambos y mulatos.
Fue un pueblo comercial que pronto adquirió una real importancia y prosperidad, convirtiéndose en una de las mejores poblaciones donde residían los Gobernadores por la utilidad que tenían de las minas de oro llamadas Lobaina, donde se obtenía un gran provecho. Además, la importancia se relacionaba con la facilidad de construir embarcaciones gracias a la abundante madera de la zona de buena calidad.
El nuevo emplazamiento se transformó en un centro comercial de importancia debido a su cercanía al mar y a la disponibilidad de recursos maderables necesarios para fabricar embarcaciones. Remedios también se convirtió en un punto de paso obligado entre Santiago de Veraguas y Chiriquí (nombre que recibía Alanje) y fue un centro de evangelización de los indígenas guaimíes de la zona. 
Para 1630, Pueblo Nuevo de Remedios, comenzó a perder su preponderancia administrativa y su proyección como punto de referencia comercial terrestre y marítima. Esto se debió a la fundación del poblado de Santiago en la misma gobernación, lo que le restó importancia como sede de la Capital de Veragua.
En mayo de 1680, un grupo de piratas ingleses encabezados por Sawkins atacó Remedios, pero sus habitantes, advertidos de la agresión, se prepararon para enfrentarlos y valientemente replegaron a los invasores, ocasionándoles un gran número de bajas, incluyendo la muerte del capitán Sawkins. Este primer asalto bucanero concluyó en fracaso; sin embargo, en 1685 (según Osorio y Eligio Victoria, en 1686) nuevamente el pueblo sufrió el embate de los corsarios, quienes prepararon su ataque ofensivo desde Coiba en el Golfo de Chiriquí. En esta ocasión, Townley a la cabeza, se logró arrasar a la población, pese a encontrarse los moradores prevenidos y en mejores condiciones que en el asalto anterior. 
La presencia de piratas obligó a las autoridades españolas, finalizando el siglo XVII, a cambiar la cabecera a Santiago, un sitio más seguro por estar alejada de la costa y más cerca de la ciudad de Panamá.
En la Jurisdicción de Remedios surgieron los poblados de San Félix, San Lorenzo, Guabalá, Nuestra Señora del Carpio, San Bartolomé de Tabarabá, San Francisco de la Montaña, La Mesa y San Rafael [hoy Tolé, aunque tenía otro sitio]; algunos de estos pueblos fueron abandonados más tarde y otros se conservan hasta la actualidad.
En el siglo XIX, debido al auge comercial que experimentó Remedios, debido a la explotación de las minas de oro denominadas Lobaina, fue elegida como la capital del cantón de Guaimí, en la provincia de Veraguas. 

Producto a los vientos de emancipación que corrían en el siglo XIX, el 10 de noviembre del año 1821 se dio el primer grito de independencia en la Villa de los Santos, seguido por otros pueblos del interior. El día 28 de noviembre, la ciudad de Panamá se rebeló al dominio español. La ciudad de Remedios siguió este ejemplo el 19 de enero del año siguiente, se autoproclamó libre ciudad y expresando entusiasmo por el nombramiento de José de Fábrega como Jefe Civil y Militar del Istmo.
Los aspectos históricos, geográficos, demográficos, sociales y políticos, en tiempos del Departamento en Veraguas mostraron una sociedad señorial, con clases privilegiadas que mantuvieron marcadas diferencias sociales y distanciamiento entre patrones y servidores. La economía se basaba en la agricultura, la ganadería y el comercio, especialmente con la venta de sal, ropa, armas y herramientas.
El 25 de junio de 1824, el Congreso expidió el Decreto sobre división territorial de la República, la Provincia de Veraguas y sus cantones serían: 1° Santiago de Veraguas, 2° Mesa; 3° Alanje; 4° Guaimí: su cabecera Remedios. Para aquel entonces la población de Veraguas era de 40 mil personas.
El día 13 de junio de 1828, un movimiento popular en Bogotá proclamó a Simón Bolívar como Dictador de la Gran Colombia, después de que fracasara la Convención de Ocaña.Las autoridades civiles, eclesiásticas, municipales y habitantes del Cantón de Guaimí, se reunieron en Remedios, cabecera cantonal, el 27 de julio de 1828, para manifestar su apoyo a la causa bolivariana. Firmaron un acta de adhesión a Bolívar para salvar la República de la terrible agitación que la amenazaba.
En 1831, Veraguas estaba dividida en dos Cantones: Santiago, que tenía como capital la población del mismo nombre, sus poblados: Atalaya, Calobre, Cañazas, La Mesa, Las Palmas, Montijo, Ponuga, Río de Jesús, San Francisco, Soná y Tolé; y el cantón de Alanje, cuya cabecera era la Villa de David y sus poblados serían: de Boquerón, Dolega, Gualaca, Remedios, San Félix, San Lorenzo y San Pablo.
Se expide el Acto Adicional a la Constitución de fecha 27 de febrero de 1855, por el cual el Istmo fue elevado a la categoría de Estado Federal Soberano y quedó reconocida la existencia de cuatro Provincias: Panamá, Azuero, Veraguas y Chiriquí.
Con la ley del 12 de septiembre de 1855, se le atribuyó al Departamento de Chiriquí la Villa de David como cabecera, y los pueblos de: Alanje, Bocas del Toro, Boquerón, Dolega, Gualaca, Remedios, Las Lajas, San Lorenzo y San Pablo. Esta condición de Departamento causó descontento en los políticos chiricanos al parecer estaban resueltos en declararse completamente independientes, ya que preferían que la región continuase en la situación de Provincia con su Cámara Legislativa y semiautónoma que le concedió la Constitución del 53.
Para 1893, las poblaciones que habían sido favorecidas con centros de enseñanza para varones, fueron: Alanje, Bugaba, David, Dolega, Gualaca, Remedios, San Félix, San Lorenzo y Tolé.
Anterior a la creación de la Comarca Ngäbe Buglé, Remedios estaba compuesto por los corregimientos: Cerro Iglesias, El Nancito, Hato Chamí, Lajero y Remedios, pero con la demarcación, Cerro Iglesias y Hato Chamí pasaron a jurisdicción comarcal. Actualmente Remedios cuenta con 5 corregimientos que son: Remedios cabecera, El Porvenir, Santa Lucia, El Puerto y El Nancito.

## Advocación de Nuestra Señora de los Remedios
El nombre del pueblo "Los Remedios" procede de una advocación mariana de la Madre de Dios, bajo su advocación Virgen de los Remedios. En tiempos de la conquista era un advocación popular en los reinos de Castilla y Granada, de donde procedían principalmente gran parte de los nuevos colonos.
Según la leyenda local, la imagen original era bañada en oro y para que no fuera zaqueada por los piratas y corsarios de esa época, fue escondida en un pozo brocal en el lugar de "La garita".
La imagen actual de Nuestra Señora de los Remedios data de unos 300 años, fue hecha por un artista español que al llegar al pueblo, notó que la iglesia carecía de la imagen de la "Patrona". Cuenta la leyenda que entonces pidió al pueblo que le llevaran una joven virgen para ser de modelo para la confección de la nueva imagen, pero asistieron tres jóvenes vírgenes como voluntarias para ser de modelos para la nueva imagen, dando como resultado la confección de tres imágenes en sus siguientes advocaciones: La Virgen de los Reyes, la Virgen del Carmen y Nuestra Señora del Rosario, de las cuales solo se conserva una imagen.
Después de que artista completara sus obras, el pueblo tenía tres imágenes y enfrentó la difícil decisión de cuál de las tres imágenes sacar en procesión. Finalmente, decidieron seleccionar la imagen que guardaba mayor semejanza con la fisonomía mestiza de la población, que era la imagen de la joven llamada "María de los Reyes", en honor a los Reyes Magos, Como resultado, la fiesta de la Virgen de los Remedios se celebra el 6 de enero de cada año.
Es importante destacar que la imagen hasta la actualidad que sacan en precesión durante las festividades no representa a Nuestra Señora de los Remedios. Este es un punto significativo, ya que algunas personas pueden confundirse y creer que la imagen procesionada es la de Nuestra Señora de los Remedios. Sin embargo, visitantes devotos de esta advocación de España han aclarado que esta imagen no corresponde a la de Nuestra Señora de los Remedios.
La imagen actual de la Virgen, la campana de bronce traída desde España es de 1682 y la pila bautismal es la única en el Istmo. En conjunto, son las reliquias religiosas más antiguas y cuidadas por el pueblo.

## División político-administrativa
Está conformado por cinco corregimientos:
- Remedios
- El Nancito
- El Porvenir
- El Puerto
- Santa Lucía

### Gobierno y política
La Alcaldesa actualmente en Remedios es Vielka Gálvez Ballestero. 2019